# Chata w niebie
Chata w niebie (ang. Cabin in the Sky) – amerykański musical z 1943 roku na podstawie broadwayowskiego musicalu pod tym samym tytułem.

## Obsada
- Ethel Waters